# ناثانيل توماس
ناثانيل توماس (بالإنجليزية: Nathaniel Thomas)‏ هو سياسي أمريكي، ولد في 1643 في مارشفيلد في الولايات المتحدة، وتوفي في 22 أكتوبر 1718.